# 과학 모형

천동설의 모델

과학 모형(科學模型, 영어: scientific model) 또는 과학 모델은 자연과학에서 이론을 설명하기 위해 간단하고 구체적으로 표현한 것이다. 특히 기하학적 도형을 이용한 개념이나 물체를 지칭하는 경우가 많다. 해석과 모델은 대략 1 대 1로 대응한다. 어떤 해석에 대해서 그것을 구체적으로 나타내는 모델이 있다.

## 같이 보기
- 모형